# 第13飛行教育団
第13飛行教育団（だい13ひこうきょういくだん、英称：13th Flying Training Wing）とは、航空自衛隊の航空教育集団に属している飛行教育団のひとつである。司令部は芦屋基地（福岡県遠賀郡芦屋町）に所在しており、主にT-4練習機による操縦教育訓練を飛行幹部候補生に実施している。

## 概要
第11飛行教育団や第12飛行教育団での「初級操縦課程」を修了した飛行幹部候補生に対して、ジェット練習機の飛行特性を学ばせる「基本操縦前期課程」の飛行教育訓練を行っている。この課程を修了した後、第1航空団での「基本操縦後期課程」へ進み、国家試験（固定翼事業用操縦士）を受験し、合格すると「戦闘機操縦基礎課程」を経て、松島基地の第4航空団や新田原基地の飛行教育航空隊で行われる「戦闘機操縦課程」へ進む。

## 沿革
- 1954年（昭和29年）
  - 6月1日 - 松島基地において保安隊臨時松島派遣隊が編成（使用機：T-6G練習機）[1]。
  - 7月1日 - 航空自衛隊臨時松島派遣隊に改称。
- 1955年（昭和30年）11月1日 - 臨時松島派遣隊が第2操縦学校に改編[1]。
- 1957年（昭和32年）8月1日 - 宇都宮基地に移動[1]。
- 1959年（昭和34年）6月1日 - 第2操縦学校が第13飛行教育団に改編[1]。
- 1960年（昭和35年）8月1日 - 岐阜基地に移動。岐阜飛行教育分遣隊としてT-1練習機に機種更新[1]。
- 1962年（昭和37年）
  - 3月15日 - T-6Gによる飛行教育終了[1]。
  - 8月15日 - 司令部が芦屋基地に移動[1]。飛行教育群と整備補給群が岐阜基地に移動、岐阜飛行教育分遣隊を第1飛行教育隊に改編。
  - 9月25日 - 飛行教育群と整備補給群が岐阜基地から芦屋基地に移駐。
  - 10月20日 - 第13飛行教育団編成改正完結[1]。
- 1984年（昭和59年）4月11日 - 団司令部衛生班新設[1]。
- 1989年（平成元年）3月16日 - 航空教育集団隷下へ隷属替え[1]。
- 1994年（平成06年）7月20日 - T-1飛行時間300,000時間達成[1]。
- 1998年（平成10年）8月26日 - T-4での飛行教育試行開始[1]。
- 1999年（平成11年）6月11日 - 第1飛行教育隊T-4に改編。T-4による基本操縦前期課程開始[1]。
- 2000年（平成12年）12月14日 - T-1による飛行教育終了、第2飛行教育隊T-4に改編[1]。
- 2001年（平成13年）2月1日 - T-1ラストフライト[2]。第13飛行教育団T-4に機種改編完了。
- 2009年（平成21年）
  - 6月1日 - 第13飛行教育団創設50周年[1]。
  - 7月8日 - 無事故飛行180,000時間達成[3]。
- 2010年（平成22年）10月19日 - 無事故飛行190,000時間達成[1]。
- 2012年（平成24年）4月9日 - 無事故飛行200,000時間達成[1]。
- 2024年（令和06年）3月21日 - 整備補給群を整備隊に改編。

## 部隊編成
- 第13飛行教育団司令部
  - 総務部
  - 教育部
- 飛行教育群
  - 第1飛行教育隊：T-4
  - 第2飛行教育隊：T-4
- 整備隊
- 飛行場勤務隊

## 主要幹部
| 官職名             | 階級    | 氏名     | 補職発令日     | 前職                               |
| ------------------ | ------- | -------- | -------------- | ---------------------------------- |
| 第13飛行教育団司令 | 1等空佐 | 野口英臣 | 2023年09月29日 | 飛行開発実験団飛行実験群司令       |
| 副司令             | 1等空佐 | 丸山勲   | 2025年03月31日 | 西部航空方面隊司令部装備部長       |
| 飛行教育群司令     | 1等空佐 | 榎本隆一 | 2025年04月01日 | 中部航空方面隊司令部防衛部防衛課長 |

| 代                      | 氏名                    | 在職期間                                                   | 前職                                                       | 後職                                                                     |                         |
| 航空自衛隊第2操縦学校長 | 航空自衛隊第2操縦学校長 | 航空自衛隊第2操縦学校長                                    | 航空自衛隊第2操縦学校長                                    | 航空自衛隊第2操縦学校長                                                  | 航空自衛隊第2操縦学校長 |
| ----------------------- | ----------------------- | ---------------------------------------------------------- | ---------------------------------------------------------- | ------------------------------------------------------------------------ | ----------------------- |
| 01                      | 庄子八郎                | 1955年11月05日 - 1957年08月31日                            | 臨時松島派遣隊長                                           | 航空自衛隊第2操縦学校付                                                  |                         |
| 02                      | 奥宮正武                | 1957年09月01日 - 1959年05月31日 ※1958年02月16日 空将補昇任 | 航空幕僚監部付                                             | 航空総隊司令部付 →1959年8月1日 航空幕僚監部人事教育部副部長              |                         |
| 第13飛行教育団司令      |                         |                                                            |                                                            |                                                                          |                         |
| 01                      | 衣笠勤二                | 1959年06月01日 - 1960年09月15日                            | 中部航空警戒管制群司令                                     | 中部航空方面隊司令部幕僚長 兼 入間基地司令                               |                         |
| 02                      | 小川二郎                | 1960年09月16日 - 1962年07月15日                            | 第17飛行教育団飛行教育群司令                               | 航空幕僚監部付 →1963年8月1日 第4航空団付 →1963年10月1日 臨時八戸派遣隊長 |                         |
| 03                      | 伊藤素衛 （空将補）     | 1962年07月16日 - 1963年03月15日                            | 航空自衛隊幹部学校副校長 兼 市ヶ谷基地司令                 | 第4航空団司令 兼 松島基地司令                                            |                         |
| 04                      | 草刈武男                | 1963年03月16日 - 1965年02月15日                            | 航空幕僚監部副監察官                                       | 自衛隊熊本地方連絡部長                                                   |                         |
| 05                      | 伊藤敦夫                | 1965年02月16日 - 1966年04月29日 ※1965年07月01日 空将補昇任 | 防衛大学校訓練部学生課長                                   | 航空幕僚監部人事教育部副部長                                             |                         |
| 06                      | 山崎琢磨 （空将補）     | 1966年04月30日 - 1967年07月16日                            | 西部航空方面隊司令部幕僚長                                 | 防衛研修所所員 兼 防衛研修所主任所員                                     |                         |
| 07                      | 松島龍夫 （空将補）     | 1967年07月17日 - 1969年03月31日                            | 航空自衛隊幹部候補生学校副校長                             | 輪送航空団司令 兼 美保基地司令                                           |                         |
| 08                      | 荒井勇次郎              | 1969年04月01日 - 1971年07月15日 ※1970年07月01日 空将補昇任 | 第7航空団副司令                                            | 第1航空団司令 兼 浜松北基地司令                                          |                         |
| 09                      | 川上次郎                | 1971年07月16日 - 1973年03月15日 ※1972年07月01日 空将補昇任 | 偵察航空隊司令                                             | 航空自衛隊第5術科学校長                                                  |                         |
| 10                      | 中村敏                  | 1973年03月16日 - 1975年02月16日 ※1974年01月01日 空将補昇任 | 第1航空団副司令                                            | 第2航空団司令 兼 千歳基地司令                                            |                         |
| 11                      | 眞志田守                | 1975年02月17日 - 1976年08月20日 ※1976年01月01日 空将補昇任 | 航空幕僚監部防衛部運用課長                                 | 第2航空団司令 兼 千歳基地司令                                            |                         |
| 12                      | 池徳                    | 1976年08月21日 - 1978年03月30日 ※1977年01月01日 空将補昇任 | 北部航空方面隊司令部防衛部長                               | 西部航空方面隊司令部幕僚長                                               |                         |
| 13                      | 前原建國                | 1978年03月31日 - 1980年09月30日 ※1978年07月01日 空将補昇任 | 飛行教育集団司令部教育部長                                 | 航空幕僚監部付 →1981年1月1日 退職                                        |                         |
| 14                      | 大圖勝美                | 1980年10月01日 - 1982年03月15日 ※1981年01月01日 空将補昇任 | 輸送航空団副司令                                           | 南西航空混成団司令部幕僚長                                               |                         |
| 15                      | 中林啓之                | 1982年03月16日 - 1983年03月15日 ※1983年02月16日 空将補昇任 | 第83航空隊司令                                             | 航空安全管理隊司令                                                       |                         |
| 16                      | 中山幹雄                | 1983年03月16日 - 1984年10月31日 ※1983年07月01日 空将補昇任 | 航空幕僚監部防衛部運用課長                                 | 西部航空方面隊司令部付 →1985年2月1日 退職                                |                         |
| 17                      | 野本恒雄                | 1984年11月01日 - 1987年03月15日 ※1986年03月17日 空将補昇任 | 統合幕僚会議事務局第5幕僚室勤務                            | 保安管制気象団副司令                                                     |                         |
| 18                      | 江原雅美                | 1987年03月16日 - 1988年03月15日                            | 航空資料作業隊司令                                         | 退職（空将補昇任）                                                       |                         |
| 19                      | 中野純人                | 1988年03月16日 - 1990年11月30日                            | 航空総隊司令部監察官                                       | 退職（空将補昇任）                                                       |                         |
| 20                      | 出口哲夫                | 1990年12月01日 - 1992年03月15日                            | 航空自衛隊幹部学校主任教官                                 | 退職（空将補昇任）                                                       |                         |
| 21                      | 村上健孝                | 1992年03月16日 - 1993年11月30日                            | 中部航空方面隊司令部監察官                                 | 退職（空将補昇任）                                                       |                         |
| 22                      | 笠井健介                | 1993年12月01日 - 1995年03月22日                            | 偵察航空隊司令                                             | 第3輸送航空隊司令 兼 美保基地司令                                        |                         |
| 23                      | 市来徹夫                | 1995年03月23日 - 1997年03月25日                            | 偵察航空隊司令                                             | 第5航空団司令 兼 新田原基地司令 （空将補昇任）                           |                         |
| 24                      | 佐藤裕紀夫              | 1997年03月26日 - 1998年03月25日                            | 航空自衛隊幹部学校主任教官                                 | 第83航空隊司令 兼 那覇基地司令                                           |                         |
| 25                      | 定作勉                  | 1998年03月26日 - 1999年11月30日                            | 第7航空団副司令                                            | 航空教育集団司令部教育部長                                               |                         |
| 26                      | 河村和眞                | 1999年12月01日 - 2002年12月01日                            | 航空幕僚監部防衛部運用課 特別航空輸送隊運用室長            | 第1高射群司令                                                            |                         |
| 27                      | 川上潔                  | 2002年12月02日 - 2004年07月31日                            | 第2高射群司令                                              | 防衛大学校防衛学教育学群長 兼 防衛大学校教授                             |                         |
| 28                      | 原田千敏                | 2004年08月01日 - 2006年08月02日                            | 西部航空方面隊司令部幕僚長                                 | 退職（空将補昇任）                                                       |                         |
| 29                      | 庄田幸作                | 2006年08月03日 - 2008年11月30日                            | 南西航空混成団司令部幕僚長                                 | 退職（空将補昇任）                                                       |                         |
| 30                      | 橋本進                  | 2008年12月01日 - 2010年12月23日                            | 警戒航空隊司令                                             | 航空教育集団司令部教育部長                                               |                         |
| 31                      | 髙橋英典                | 2010年12月24日 - 2013年07月31日                            | 航空総隊司令部監理監察官                                   | 航空支援集団司令部幕僚長                                                 |                         |
| 32                      | 加藤木一浩              | 2013年08月01日 - 2015年03月31日                            | 航空教育集団司令部教育部計画課長 兼 航空教育集団司令部勤務 | 特別航空輸送隊司令                                                       |                         |
| 33                      | 椙村恭士                | 2015年04月01日 - 2018年06月01日                            | 航空支援集団司令部防衛部長                                 | 航空総隊司令部監理監察官                                                 |                         |
| 34                      | 木村洋                  | 2018年06月02日 - 2020年03月06日                            | 航空自衛隊幹部学校                                         | 航空支援集団司令部防衛部長                                               |                         |
| 35                      | 岩岡政治                | 2020年03月07日 - 2022年02月12日                            | 航空総隊司令部防衛部運用課長                               | 特別航空輸送隊司令                                                       |                         |
| 36                      | 有松勝行                | 2022年02月13日 - 2023年09月28日                            | 西部航空方面隊司令部防衛部長                               | 退職 →調布市役所総務部危機管理監                                         |                         |
| 37                      | 野口英臣                | 2023年09月29日 -                                           | 飛行開発実験団飛行実験群司令                               |                                                                          |                         |